# Coelosaurus
Coelosaurus ('holle hagedis') is een dubieus geslacht van uitgestorven theropode dinosauriërs. Het werd benoemd door Joseph Leidy in 1865 voor twee scheenbeenderen gevonden in de Navesinkformatie van New Jersey, holotype ANSP 9222.
Deze soort werd later opnieuw geclassificeerd als een lid van het geslacht Ornithomimus in 1979 door Donald Baird en  John R. Horner als Ornithomimus antiquus, en dit werd gevolgd door enkele latere onderzoekers. Anderen hebben deze classificatie echter niet gevolgd en hebben opgemerkt dat er geen rechtvaardiging is voor de classificatie van de exemplaren uit New Jersey in een geslacht dat alleen bekend is uit het westen van Noord-Amerika. David Weishampel beschouwde in 2004 Coelosaurus antiquus als Ornithomimosauria indeterminata, en daarom een nomen dubium.
Er is in 1920 ook een Coelosaurus affinis benoemd op basis van de specimina USNM 5704, 5684, 5453, 6108, 5703, 8456, 6107 en 5652 uit Muirkirk in Maryland.
In 1979 ontdekten Baird en Horner dat de naam 'Coelosaurus' was bezet door een ander twijfelachtig taxon (gebaseerd op een enkele wervel), in 1854 als Coelosaurus benoemd door een anonieme auteur waarvan nu bekend is dat het Richard Owen betrof.
Ornithomimide materiaal dat bekend is uit de Severn-formatie van Maryland en de Mooreville Chalk- en Blufftown-formaties van Alabama en Georgia is ook aan deze soort toegewezen. Een exemplaar dat ooit aan Coelosaurus was toegewezen en dat in de jaren zeventig in de Merchantville-formatie van Delaware werd ontdekt, is sindsdien toegewezen aan 'Cryptotyrannus', een informele naam.